# بئر مشارقه
بئر مشارقه (به عربی: بئر مشارقة) یک منطقهٔ مسکونی در تونس است که در استان زغوان واقع شده‌است. بئر مشارقه ۱۳٬۶۶۵ نفر جمعیت دارد.